# Lai Kuan-lin
 Lai Kuan-lin, romanizat și ca Lai Guanlin, (Hangul: 라이관린, născut la 23 septembrie 2001) este un rapper și cântăreț din Taiwan, activ în Coreea de Sud și China. Este cunoscut pentru clasarea pe locul șapte în Produce 101 (sezonul 2) și pentru activitățile în calitate de membru al trupei de băieți sud-coreene Wanna One.

## Pre-debut
Kuan-lin s-a născut în Taipei, Taiwan și a locuit în Los Angeles, SUA, timp de cinci ani. A urmat liceul Lin-kou din New Taipei, Taiwan. 

## Carieră

### 2017–2018: Produce 101 și Wanna One
Kuan-lin a fost recrutat de Cube Entertainment în cadrul Cube Star World Audition din Taiwan în 2016, iar în 2017 a participat la cel de-al doilea sezon al Produce 101. El s-a clasat pe locul șapte în ultimul episod cu 905.875 de voturi, asigurându-și locul în trupa de băieți Wanna One, sub YMC Entertainment. 
În noiembrie 201, Kuan-lin a apărut în videoclipul muzical al colegei sale din Cube Entertainment, Jeon So-yeon, pentru single-ul „Jelly”.

### 2019: Activități solo
După despărțirea de Wanna One la 31 decembrie 2018, Kuan-lin s-a concentrat în principal pe activitățile solo din China.  
În ianuarie 2019, el a acceptat oferta de a juca rolul principal în drama chinezească A Little Thing Called First Love.
La 20 februarie 2019, Cube Entertainment a anunțat că el va face parte dintr-un nou unit alături de Wooseok din Pentagon. Unit-ul și-a lansat mini-albumul de debut 9801 pe 11 martie, cu single-ul „I'm A Star”.
Kuan-lin a susținut primul său turneu de fanmeeting intitulat „Good Feeling” în perioada aprilie-mai, vizitând Seul, Bangkok, Singapore, Taipei și Hong Kong.

## Filmografie

### Seriale de televiziune
| An   | Titlu                            | Titlul original | Rol           | Note            | Ref.  |
| ---- | -------------------------------- | --------------- | ------------- | --------------- | ----- |
| 2019 | A Little Thing Called First Love | 初恋那件小事    | Liang Younian | Rolul principal | [ 5 ] |

### Emisiuni TV
| An   | Titlu       | Canal | Note      | Ref. |
| ---- | ----------- | ----- | --------- | ---- |
| 2017 | Produce 101 | MNet  | Concurent |      |

## Premii și nominalizări
| An                                        | Premii                                                         | Rezultate | Ref.   |
| ----------------------------------------- | -------------------------------------------------------------- | --------- | ------ |
| Asia Model Awards                         |                                                                |           |        |
| 2019                                      | Premiul special pentru Asia                                    | Câștigat  | [ 13 ] |
| China Youth Public Welfare Award Ceremony |                                                                |           |        |
| 2019                                      | Următoarea Generație de Influenceri pentru Fliantropia Globală | Câștigat  |        |